# Robert-Auguste Touchon
Robert-Auguste Touchon (* 18. Dezember 1878 in Paris; † 11. Juli 1960 in La Tronche, Département Isère) war ein französischer General, der während der Schlacht an der Aisne 1940 Oberkommandierender der 6e armée war.

## Leben
Touchon absolvierte zwischen 1899 und 1901 eine Offiziersausbildung an der Militärschule Saint-Cyr und gehörte dort zum 84. Ausbildungslehrgang (Promotion d’In Salah). Danach war er Offizier in verschiedenen Einheiten des Heeres (Armée de terre ). Er nahm am Ersten Weltkrieg teil und wurde für seine Verdienste mit dem Croix de guerre ausgezeichnet. Am 31. Juli 1932 wurde er als Colonel  Kommandant der Infanterie- und Panzerkampftruppenschule (École d’Apllication de l’Infanterie et Chars des de Combat) und bekleidete diesen Posten bis zum 1. Dezember 1935. Während dieser Zeit erfolgte am 4. Januar 1933 seine Beförderung zum Général de brigade und war zwischen dem 1. Dezember 1935 und dem 1. August 1936 Leiter der Fakultät für Infanterietaktik am Zentrum der Streitkräfte für taktische Studien (Centre d’Études Tactiques Interarmes).
Touchon war vom 1. August 1936 bis zum 25. Juni 1938 Kommandeur der 42. Division und erhielt in dieser Verwendung am 23. September 1936 seine Beförderung zum Général de division. Im Anschluss erfolgte am 25. Juni 1938 seine Beförderung zum Général de corps d’armée und er fungierte daraufhin zwischen dem 25. Juni 1936 und dem 2. September 1939 als Kommandant (Commandant en chef) der 14. Militärregion. In Personalunion war er vom 25. Juni 1938 bis zum 2. September 1939 auch Militärgouverneur von Lyon.
Nach Beginn des Zweiten Weltkrieges war Touchon zwischen dem 2. September und dem 27. November 1939 zunächst Kommandant des XIV. Korps sowie im Anschluss vom 27. November 1939 bis zum 13. Februar 1940 Kommandierender General des XXIII. Korps. Am 13. Februar 1940 wurde er General (Général d’armée) und übernahm daraufhin bis zum 1. Juli 1940 den Posten als Oberkommandierender der im Aufbau befindlichen 6. Armee. Nach Beginn des Westfeldzuges sollte die 6. Armee die Verbindung zwischen der 9. Armee unter General André Georges Corap und der 2. Armee unter General Charles Huntziger herstellen. Mitte Mai 1940 bildete General Alphonse Georges eine Frontlinie entlang der Aisne und dem Crozat-Kanal, vereinigte die noch unvollständige 6. Armee von Touchon mit der noch fiktiven 7. Armee und befahl der 9. Armee, an deren Existenz er immer noch glaubte, die kanalisierte Sambre und den Sambre-Oise-Kanal zu halten. In der Folgezeit nahm er mit der 6. Armee an der Schlacht an der Aisne im Juni 1940 teil. Nach dem Waffenstillstand von Compiègne am 22. Juni 1940 fungierte er vorübergehend zwischen dem 1. Juli und dem 20. August 1940 erneut als Kommandierender General der 14. Militärregion und trat anschließend in den Ruhestand. 
Er wurde zudem mit dem Croix de guerre und dem Großkreuz der Ehrenlegion (Grand-croix de la Légion d’Honneur) geehrt. 1940 geriet er in deutsche Kriegsgefangenschaft, aus der er 1944 befreit wurde.